# エスカルデス＝エンゴルダニ教区
エスカルデス＝エンゴルダニ（Escaldes-Engordany カタルーニャ語発音: [əsˈkaɫdəz əŋɡurˈðaɲ] 地元方言発音:[asˈkaɫdez aŋɡoɾˈðaɲ]）地区は、アンドラ公国の教区の1つで、南部に位置する。1978年、アンドラ・ラ・ベリャ教区を分割する形で成立したもので、アンドーラの教区の中では最も新しい。

## 文化
アングラステース（Engolasters）には、12世紀の聖ミケル教会がある。ロマネスク様式のフレスコ画は現在、スペイン、バルセロナのカタルーニャ美術館が所蔵している。
マドリウ谷を含めたマドリウ＝ペラフィタ＝クラロ渓谷はユネスコの世界遺産（文化遺産）に登録されている。

## スポーツ
アンドラン・プリメーラ・ディビシオのUEエンゴルダニやインテル・ダスカルダスが本拠地を置く。

## 観光
エスカルデスには、ピレネー山脈からの温泉（硫黄泉）を利用したスパ・リゾート、カルデア（Caldea）がある。特徴的な建物はフランスの建築家、ルオル（Jean-Michel Ruols）による。

## 出身人物
- シャビエル・エスポット - アンドラ首相
- セルジ・モレノ・マリン - サッカー選手